# Kanał Sobieskiego

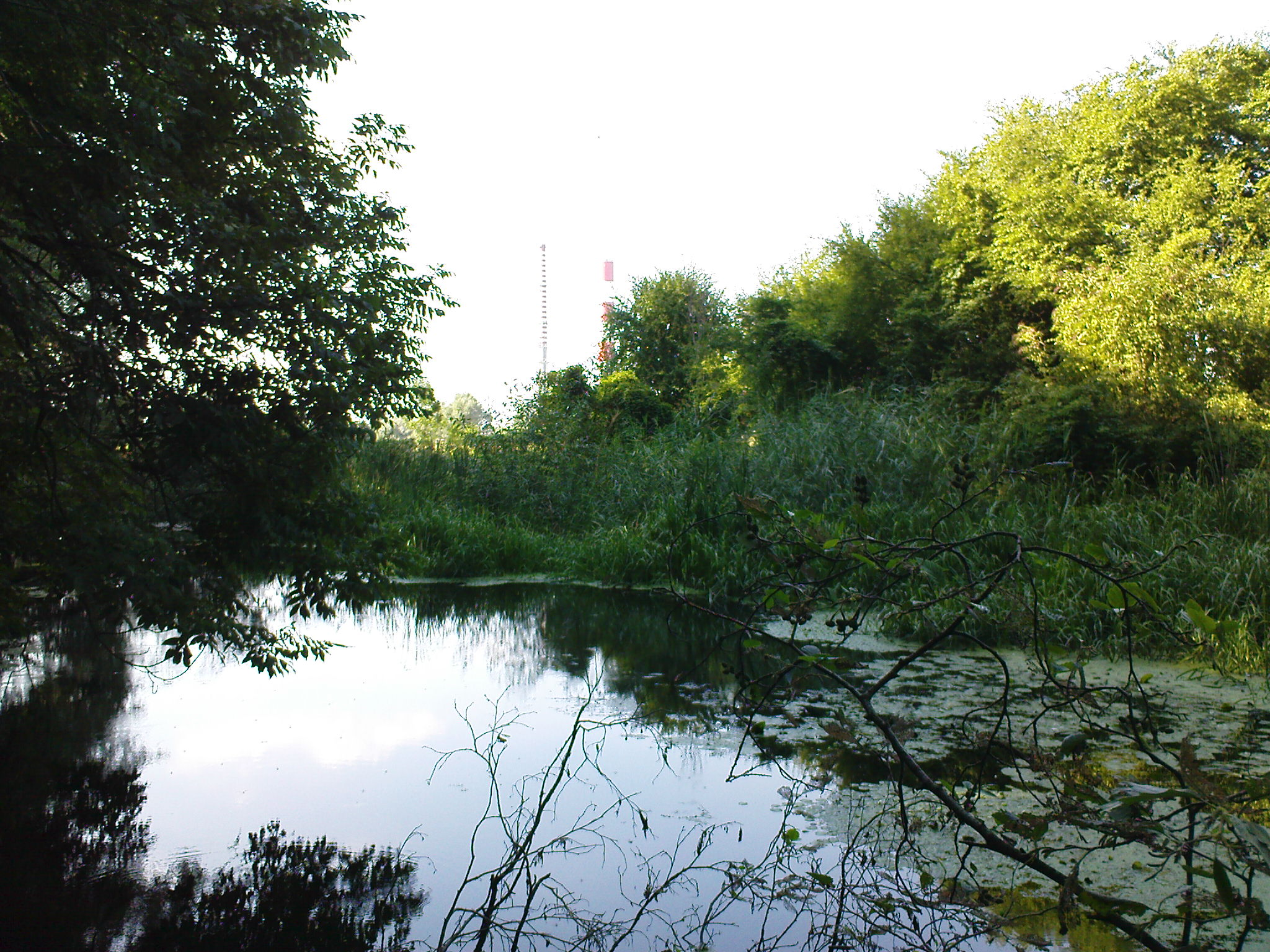
Kanał Sobieskiego w pełni lata.

Kanał Sobieskiego, Kanał Królewski – kanał w dzielnicy Wilanów m. st. Warszawy, przez który odpływa woda z Jeziorka Wilanowskiego do rzeki Wilanówki. Głównym dopływem zasilającym jeziorko w wodę jest Potok Służewiecki.

## Nazewnictwo
Ciek ten określany jest nazwami Kanał Sobieskiego oraz Kanał Królewski.
Nazwa Kanał Królewski stosowana jest również m.in. dla znajdującego się w pobliżu Łazienek Kanału Piaseczyńskiego.
Według Państwowego Rejestru Nazw Geograficznych (PRNG) Kanał Sobieskiego jest końcowym odcinkiem Potoku Służewieckiego.
Kanał ten jest też czasem traktowany jako odnoga Jeziorka Wilanowskiego (ale przy zachowaniu nazwy Kanał Królewski).

## Hydrologia
Przez Kanał Sobieskiego odpływa woda z Jeziorka Wilanowskiego do rzeki Wilanówki. Głównym dopływem zasilającym jeziorko w wodę jest Potok Służewiecki.

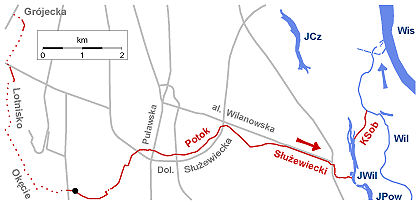
Ciąg wodny Potok Służewiecki – Jeziorko Wilanowskie (JWil) – Kanał Sobieskiego (KSob). Pozostałe oznaczenia: czarna kropka – początek potoku według PRNG, Wil – Wilanówka, Wis – Wisła, JPow – Jeziorko Powsinkowskie, JCz – Jeziorko Czerniakowskie.

Jeziorko Wilanowskie jest też końcowym elementem 12 km ciągu wodnego który tworzą wcześniej Jeziorka Bielawskie (Górne i Dolne) położone tuż na południe od miasta oraz Jeziorko Lisowskie, Jeziorko pod Morgami i Jeziorko Powsinkowskie. Tych 6 łach Wiślanych (łuków zakolowych starorzeczy Wisły) jest powiązanych rowem melioracyjnym. Wymienione przepływowe starorzecza są pozostałością dawnego koryta Wisły. Rozmieszczone są na tarasie zalewowym Wisły pod skarpą tarasu nadzalewowego IIa (jak na przykład Jeziorko Wilanowskie) lub w jej pobliżu - mapa.
W pobliżu ujścia kanału do Wialnówki znajduje się zastawka, za pomocą której utrzymywane są właściwe rzędne piętrzenia wód Kanału Sobieskiego, zapewniające stały przepływ wody. Spiętrza ona wody Jeziorka Wilanowskiego, dzięki czemu stabilizowane są również wody podziemne w rezerwacie przyrody Morysin. Jaz ten wybudowano w latach 60. XX w.

## Ochrona przyrody

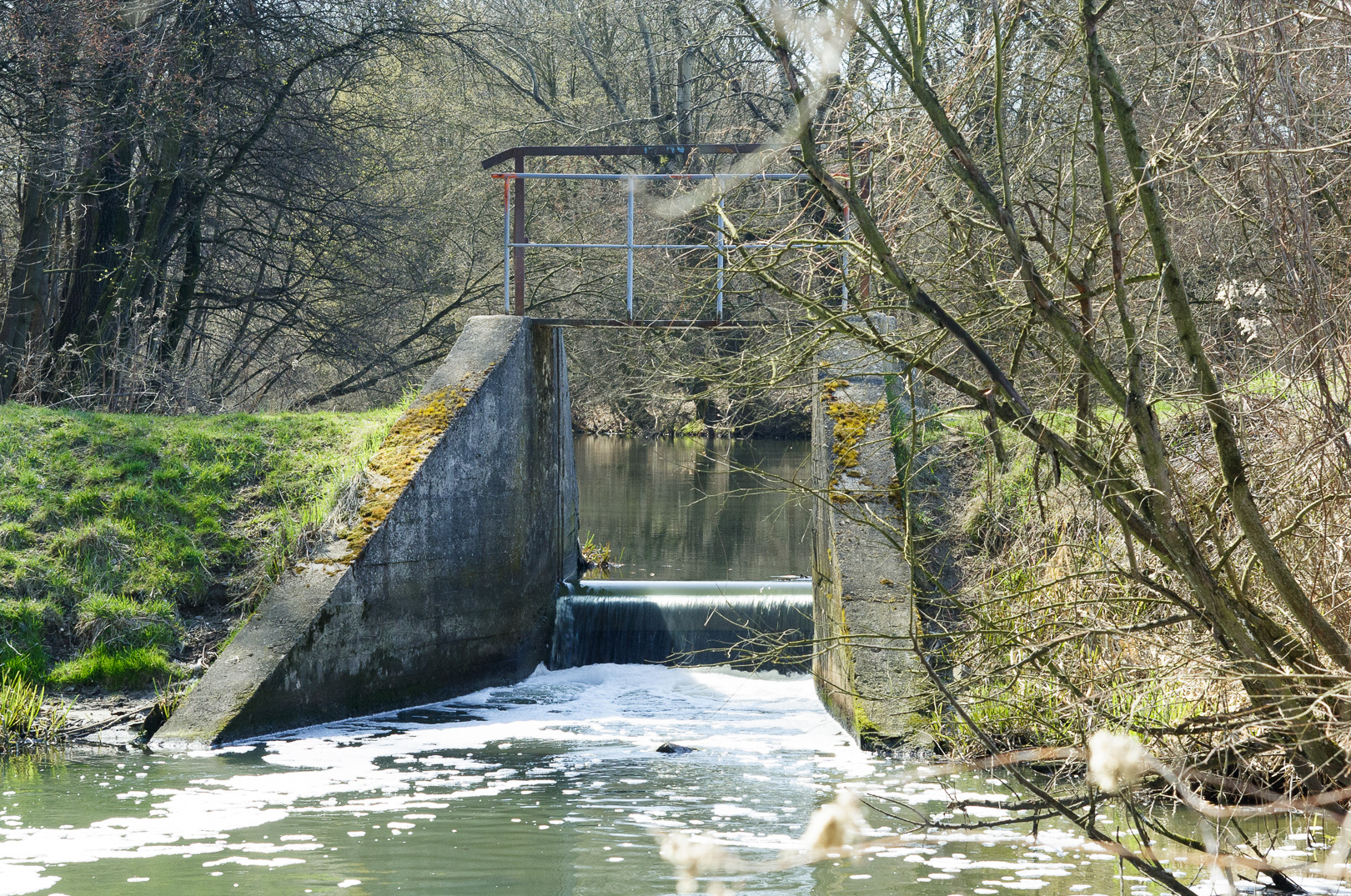
Kanał Sobieskiego - zastawka z budzącą kontrowersje kładką.

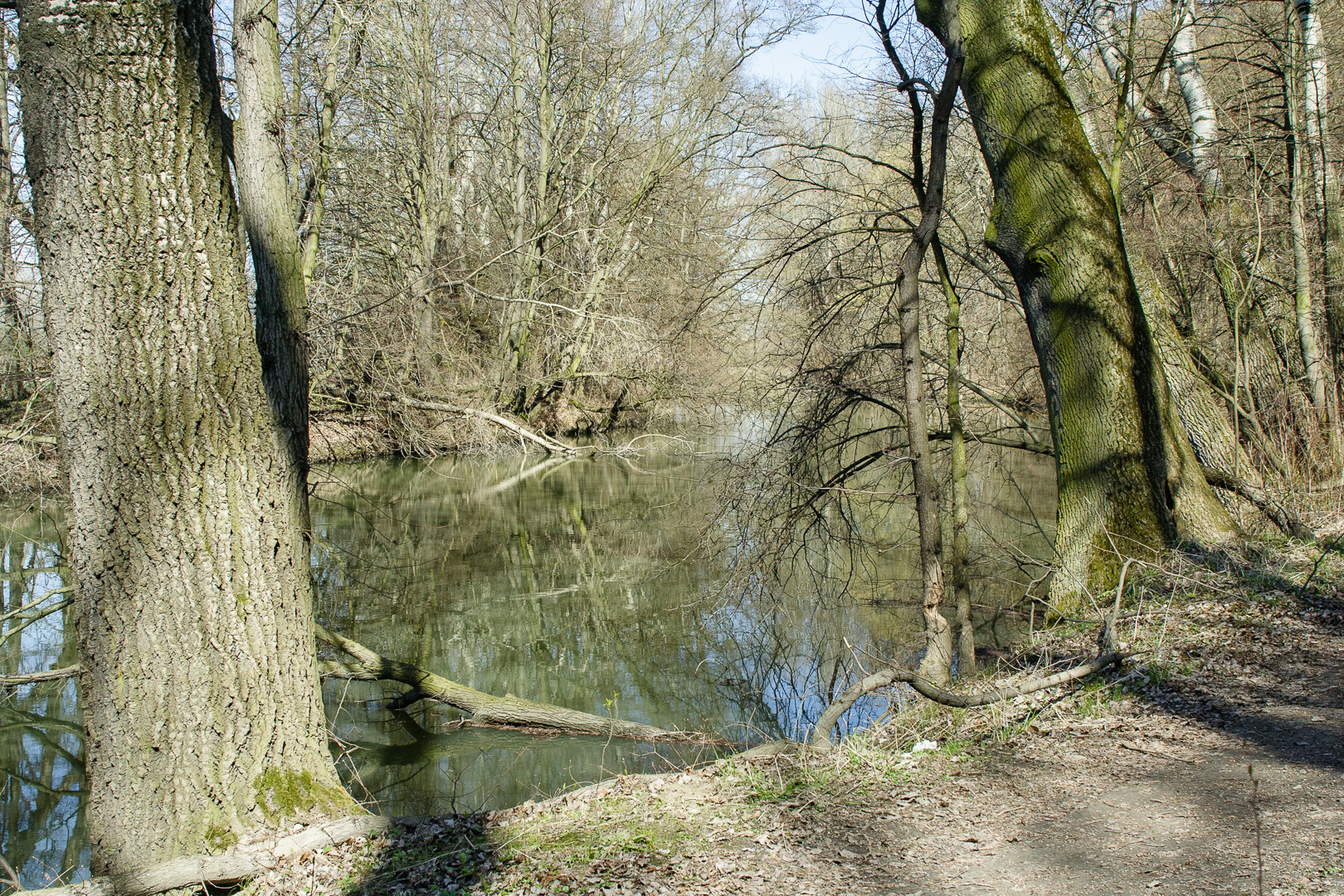
Kanał Sobieskiego widziany ze ścieżki w parku (rezerwacie) Morysin.

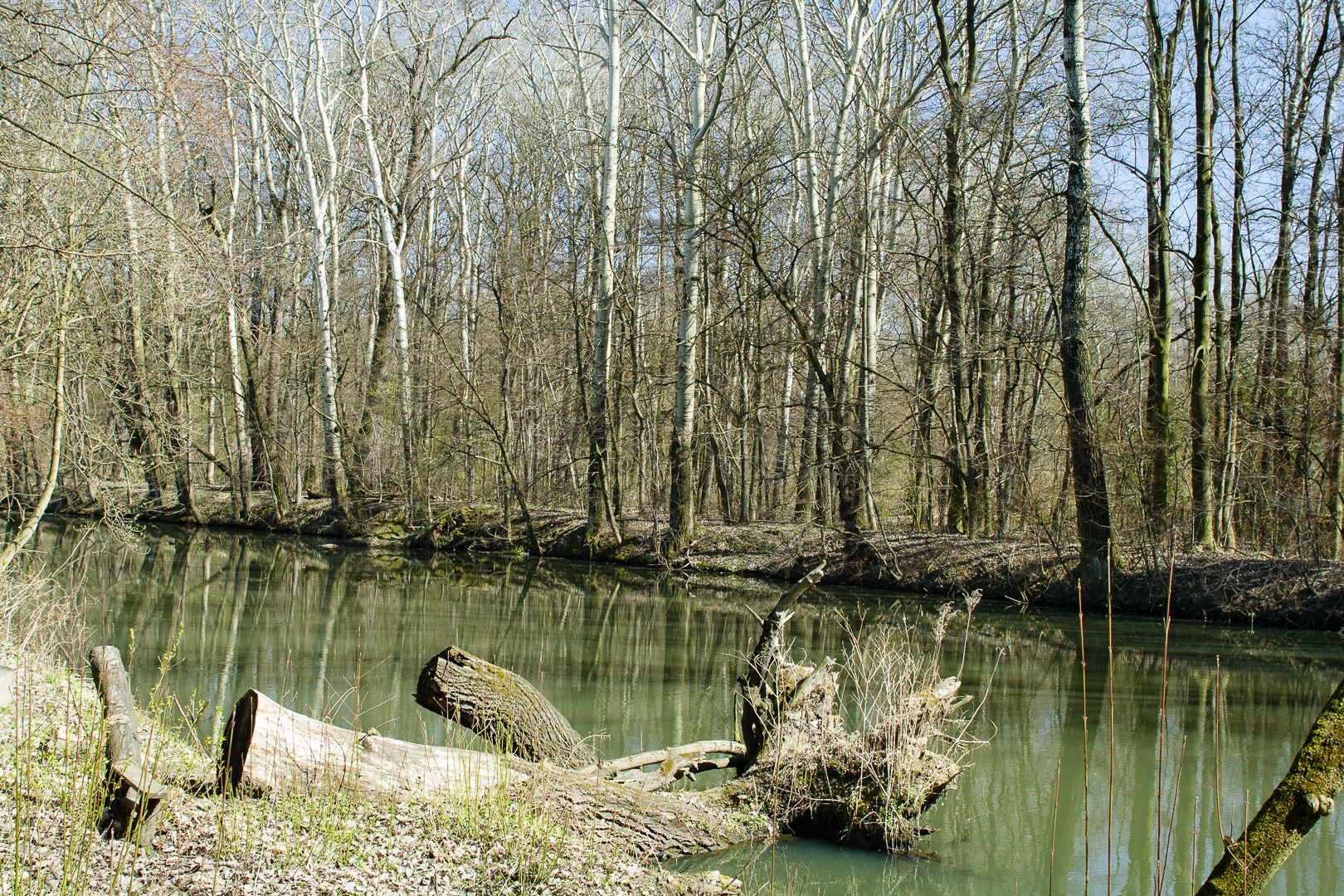
Kanał Sobieskiego. Po drugiej stronie park Morysin.

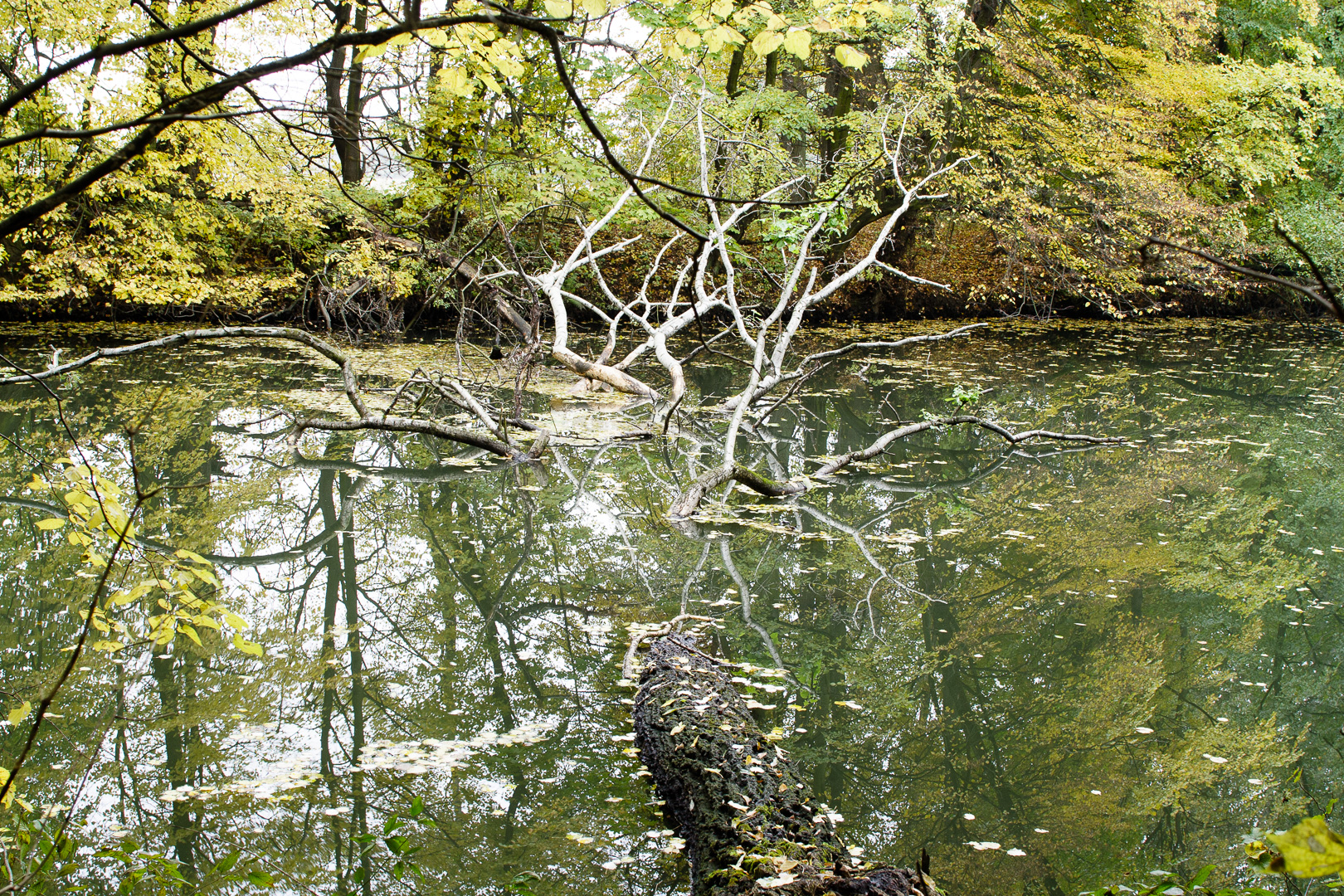
Przewrócone drzewo w wodzie.

W widłach Kanału Sobieskiego oraz Wilanówki znajduje się rezerwat przyrody Morysin, którego granice obejmują wody kanału, a otulina sięga daleko za lewy brzeg. Kanał ten położony jest również na terenie Warszawskiego Obszaru Chronionego Krajobrazu (Dz. Urz. Woj. Maz. Nr 42/14.02.2007 r., poz. 870).
Długo po wybudowaniu zastawki na Kanale Sobieskiego powstała na niej nielegalna metalowa kładka służąca oczyszczaniu z gromadzących się na zastawce zanieczyszczeń oraz jej konserwacji. Budzi ona kontrowersje, ponieważ stwarza zagrożenie „penetracji terenu” rezerwatu, jest miejscem którym wchodzą na obszar chroniony grzybiarze i złodzieje drewna. Jedni proponują wyznaczenie przez nią szlaku do ruchu pieszego, inni likwidację.
Wilanówka wraz z Kanałem Sobieskiego i Jeziorem Wilanowskim mają być buforem chroniącym rezerwat Morysin przed nadmierną penetracją.
Dzięki spiętrzaniu Jeziorka Wilanowskiego przez zastawkę na Kanale Sobieskiego stabilizowane są również wody podziemne w rezerwacie Morysin.

## Historia
Poniżej przytoczonych są informacje dotyczące otoczenia kanału i mogące mieć związek z jego historią.
- Pałac w Wilanowie wzniesiono w latach 1681–1696, skrzydła boczne dobudowano w latach 1723–1729[15].
- Prawdopodobnie w 1681 r. Locci skierował Sadurkę (obecnie Potok Służewiecki) do Wilanowa[2]. W XVIII wieku potok został czasowo poprowadzony dawnym korytem w celu zasilenia wodą stawów w Łazienkach[16].
- Na planie dóbr królewskich w Wilanowie z Powsinkiem i Bażantarnią z 1732 roku w miejscu obecnego kanału są rozmieszczone w jednym szeregu najpierw zatoka Jeziorka Wilanowskiego nie połączona z Wilanówką, a za nią dalej w kierunku rzeki trzy nie połączone z sobą wydłużone zbiorniki wodne położone na linii obecnego kanału (oraz inne). Pierwszy z nich jest połączony grubą linią z jednej strony ze wspomnianą zatoką, z drugiej z Wilanówką, jednak nie w kierunku północnym jak współczesny kanał, ale wschodnim. Podobną choć może nieznacznie grubszą linią zaznaczona jest uchodząca do Jeziorka Wilanowskiego Sadurka (nie podpisana)[17]. Na planie Wilanowa i okolic z 1747 roku jeziorko z rzeką łączy nieprzerwany ciek wodny rozwidlający się przed Wilanówką i uchodzący do niej obydwiema odnogami - jedną biegnącą w kierunku północnym, drugą najpierw we wschodnim a następnie skręcającą na północ[18]. Na kolejnych mapach ciek jest już nierozwidlony, płynący na północ jak obecnie[19] i in..